# Pacifigorgia symbiotica
Pacifigorgia symbiotica är en korallart som beskrevs av Williams och Breedy 2004. Pacifigorgia symbiotica ingår i släktet Pacifigorgia och familjen Gorgoniidae. Inga underarter finns listade i Catalogue of Life.